# Soy un pobre granaíno (colombiana)
«Soy un pobre granaíno (colombiana)» es un sencillo comercializado exclusivamente como descarga digital del grupo granadino Los Planetas y publicado al mismo tiempo que su álbum recopilatorio Principios básicos de Astronomía. 
La canción también se incluye en el álbum de la banda Una ópera egipcia (2010).
El tema es una adaptación de una colombiana popular.

## Lista de canciones
1. «Soy un pobre granaíno (colombiana)» 3:45

## Versión en directo
El ep digital Spotify Live (El Ejército Rojo - Spotify, 2018) incluye una versión en directo de la colombiana en la que se basa esta canción.